# Jupiterdurchgang von Saturn, Neptun oder Uranus aus
Ein Jupiterdurchgang vor der Sonne von Saturn, Uranus oder Neptun aus gesehen findet statt, wenn  Jupiter direkt die Sichtlinie äußerer Planet–Sonne kreuzt. 
Während des Transits kann Jupiter von den äußeren Planeten aus als kleine schwarze Scheibe gesehen werden, die sich über die Oberfläche der Sonne bewegt. Die galileischen Monde Jupiters können ebenfalls gesehen werden, da jedoch ihr Winkeldurchmesser von Saturn aus nur ungefähr eine Bogensekunde und entsprechend weniger von den entfernteren Planeten aus beträgt, werden sie nur sehr schwer zu erkennen sein. Der interessanteste Fall ist ein Transit Jupiters von Saturn aus gesehen. Jupiter würde dabei einen größeren Teil der Sonne bedecken als bei jedem möglichen anderen Transit, an dem  Planeten des Sonnensystems beteiligt wären. 
Nach Berechnungen aus dem Jahre 1886 von Albert Marth hat jedoch ein solcher Transit in den letzten 2000 Jahren nicht stattgefunden und wird auch in den 2000 kommenden Jahren nicht stattfinden.
Jupiters Winkeldurchmesser beträgt ungefähr 40,5 Bogensekunden und der der Sonne  über 3,2 Bogenminuten von Saturn aus gesehen, so dass Jupiter 4,4 % der Scheibe der Sonne bedeckt. Die synodische Periode des Systems Jupiter-Saturn beträgt 19,85887 Jahre (7253,45 Tage), die entsprechenden Perioden der Systeme Uranus-Jupiter 13,81195 Jahre (5044,81 Tage) und  Neptun-Jupiter  12,78219 Jahre (4668,69 Tage). Die gegenseitige Neigung der Bahnen von Jupiter und  Saturn ist 1,25°. Die Neigungen 
der Bahnen von Jupiter und von Uranus bzw. Jupiter und Neptun betragen 0,70° bzw. 0,94°.
Die Endlichkeit der Lichtgeschwindigkeit kann einen beträchtlichen Effekt haben, zum Beispiel sind Lichtlaufzeiten in einer Richtung: 122 Minuten (Jupiter–Uranus) und 165 Minuten (Sonne–Uranus) für den 1997 stattfindenden Transit Jupiters von Uranus aus.